# Granonchulus schulzi
Granonchulus schulzi is een rondwormensoort uit de familie van de Mononchidae. De wetenschappelijke naam van de soort is voor het eerst geldig gepubliceerd in 1955 door Meyl.